# Laglorieuse
Laglorieuse é uma comuna francesa na região administrativa da Nova Aquitânia, no departamento Landes. Estende-se por uma área de 11,65 km². Em 2010 a comuna tinha 566 habitantes (densidade: 48,6 hab./km²).